# Iribarrengetal

Brekertypes

In de vloeistofmechanica is het iribarrengetal, ook bekend als surf similarity parameter of breker-parameter, een dimensieloze parameter die wordt gebruikt om verschillende effecten van brekende golven op stranden en kustconstructies te modelleren.   

## Oorsprong van het iribarrengetal
Het werk van de Spaanse ingenieur Ramón Iribarren Cavanilles (1900-1967), voor de haven van Mutriku in Baskenland in 1932 en 1936 leidde tot de gedachte dat de verhouding tussen golfsteilheid en taludhelling relevant was.  Hij publiceerde artikelen over zijn werk bij Mutriku in 1932 en 1936, en dit werk leidde tot de ontwikkeling van een dimensieloze parameter voor het breken van golven op een helling, die verder werd ontwikkeld door Jurjen Battjes in 1974.

De parameter is door Jurjen Battjes genoemd naar Ramón Iribarren. Iribarren heeft overigens het getal niet als zodanig gedefinieerd, dat heeft Battjes pas gedaan in 1974. Battjes schrijft hierover in zijn publicatie van 1974:  
Het belang van deze parameter voor zoveel aspecten van brekende golven op hellingen lijkt een speciale naam te rechtvaardigen. Naar de mening van de auteur is het gepast om het het "Iribarren-getal" te noemen (aangeduid met "Ir"), ter ere van de man die het introduceerde en die vele andere waardevolle bijdragen heeft geleverd aan onze kennis van watergolven. 
Het iribarrengetal wordt bijvoorbeeld gebruikt om brekende golftypen op stranden te beschrijven; of golfoploop, golfoverslag, golfreflectie en belasting op taluds door golven te bepalen.

## Definitie
Het iribarrengetal, vaak aangeduid als {\displaystyle Ir} of {\displaystyle \xi }, wordt gedefinieerd als:
{\displaystyle \xi ={\frac {\tan \alpha }{\sqrt {H/L_{0}}}}},
met 
{\displaystyle L_{0}={\frac {g}{2\pi }}\,T^{2},}
waarin {\displaystyle \alpha } is de hoek van de zeewaartse helling een constructie, {\displaystyle H} de golfhoogte, {\displaystyle L_{0}} de diep-watergolflengte, {\displaystyle T} de periode en {\displaystyle g} de zwaartekrachtversnelling. Afhankelijk van de toepassing zijn verschillende definities van {\displaystyle H} en {\displaystyle T} gebruikt, bijvoorbeeld: regelmatige golven de golfhoogte {\displaystyle H_{0}} in diep water of brekende golfhoogte {\displaystyle H_{b}} aan de rand van de brandingszone. Of, voor windgolven, de significante golfhoogte {\displaystyle H_{s}} op een bepaalde locatie. 
Het type brekende golf - spilling, plunging, collapsing or surging (in het Nederlands worden hiervoor meestal de Engelse termen gebruikt; in een enkel geval wordt de spilling wave een overschuimende breker genoemd, een plunging wave wordt soms een overstortende breker genoemd en voor de surging wave bestaat als vertaling een deinende breker) - hangt af van het Iribarrengetal.  Volgens Battjes (1974) zijn voor regelmatige golven die zich op een vlak strand voortplanten twee mogelijke keuzes voor het Iribarrengetal:
{\displaystyle \xi _{0}={\frac {\tan \alpha }{\sqrt {H_{0}/L_{0}}}}}     of     {\displaystyle \xi _{b}={\frac {\tan \alpha }{\sqrt {H_{b}/L_{0}}}}},
waarin {\displaystyle H_{0}} de golfhoogte is in diep water en {\displaystyle H_{b}} de waarde van de golfhoogte op het brekerpunt (waar de golven beginnen te breken). Dan is het brekertype afhankelijk van het iribarrengetal ({\displaystyle \xi _{0}} of {\displaystyle \xi _{b}}): 

| breker type            | {\displaystyle \xi _{0}}-bereik      | {\displaystyle \xi _{b}}-bereik      |
| ---------------------- | ------------------------------------ | ------------------------------------ |
| surginge of collapsing | {\displaystyle \xi _{0}>3{,}3}       | {\displaystyle \xi _{b}>2{,}0}       |
| plunging               | {\displaystyle 0{,}5<\xi _{0}<3{,}3} | {\displaystyle 0{,}4<\xi _{b}<2{,}0} |
| spilling               | {\displaystyle \xi _{0}<0{,}5}       | {\displaystyle \xi _{b}<0{,}4}       |
Voor de interactie met constructies wordt meestal een vorm van het iribarrengetal gebruikt met daarin de significante golfhoogte {\displaystyle H_{s}} de (spectraal bepaalde) golfperiode {\displaystyle T_{m-1,0}}. Dit is de periode die bepaald is met het eerste negatieve moment van het golfspectrum.